# Fitchburg, Wisconsin
Fitchburg är en stad i Dane County i Wisconsin i USA och en förort till delstatens huvudstad Madison. Vid 2010 års folkräkning hade Fitchburg 25 260 invånare.